# Baranjski paromlin
Baranjski paromlin d. d. u Dardi. Osnovan 1903. Imao kapacitet od 12 vagona pšenice dnevno. Pokretna snaga imala 870 konjskih snaga. Bio svojina Narodne mlinske i gospodarske industrije u Zagrebu. 
Izvor: Prof. St. Stanojević: "Narodna enciklopedija srpsko-hrvatsko-slovenačka" (2 sveska 2), izdana 27. IV. 1925.